# Radłów (województwo wielkopolskie)
Radłów – wieś w Polsce położona w województwie wielkopolskim, w powiecie ostrowskim, w gminie Raszków. 

## Charakterystyka
Położony przy północno-zachodniej granicy Ostrowa Wielkopolskiego (dojazd autobusami ostrowskiej komunikacji miejskiej) nad rzeką Ołobok, lewym dopływem Prosny. Wieś w znacznym stopniu zurbanizowana. Liczy ponad 1000 mieszkańców. We wsi jest kościół filialny parafii św. Katarzyny Aleksandryjskiej w Pogrzybowie.
Znany od 1417 roku. Przed 1932 rokiem miejscowość położona była w powiecie odolanowskim, W latach 1975–1998 w województwie kaliskim, w latach 1932–1975 i od 1999 w powiecie ostrowskim.
Od lat 70. do 1998 roku w rejonie ulicy Wojska Polskiego istniała 313 kompania 31 batalionu radiotechnicznego.
Nieliczni wiedzą, że Radłów posiadał 2 kody pocztowe, przez co wynikało dużo nieporozumień w różnego rodzaju urzędach. Granicą rejonów pocztowych była ulica Kasztanowa. Znacznie większa część wsi, która znajduje się pomiędzy ulicą Wiejską a Kasztanową przynależała do urzędu pocztowego w Raszkowie, natomiast część wsi leżąca między ulicą Krotoszyńską a Kasztanową przynależała do urzędu pocztowego w Ostrowie Wielkopolskim.